# Cheiracanthium lanceolatum
Cheiracanthium lanceolatum là một loài nhện trong họ Miturgidae.
Loài này thuộc chi Cheiracanthium. Cheiracanthium lanceolatum được Pater Chrysanthus miêu tả năm 1967.